# Carl Eric Ritzén
Carl Eric Ritzén, född 13 december 1920 i Göteborg, död 20 februari 2019 i Hindås, var en svensk arkitekt.
Ritzén, som var son till civilingenjör Carl Ritzén och Linnea Ritzén, avlade studentexamen vid Solbacka läroverk 1942 och utexaminerades från Tekniska högskolan i Zürich 1952. Han var därefter anställd vid Tuvert Arkitektkontor AB i Göteborg och vid Sjuhäradsbygdens arkitektkontor i Borås från omkring 1970. Han upprättade byggnadsplaner för bland annat Tranemo och Redvägs kommuner.